# Tomentella fraseri
Tomentella fraseri är en svampart som beskrevs av M.J. Larsen 1975. Tomentella fraseri ingår i släktet Tomentella och familjen Thelephoraceae.   Inga underarter finns listade i Catalogue of Life.